# Allergie au lait
 (novembre 2024).
Si vous disposez d'ouvrages ou d'articles de référence ou si vous connaissez des sites web de qualité traitant du thème abordé ici, merci de compléter l'article en donnant les références utiles à sa vérifiabilité et en les liant à la section « Notes et références ».
 Mise en garde médicale
L'allergie au lait est une réaction immunitaire défavorable à une ou plusieurs protéines dans le lait de vache. 
Elle ne doit pas être confondu avec une intolérance, le plus souvent acquise, au lait, secondaire à un déficit en lactase et donc, de mécanisme non immunologique.

## Symptômes
Quand les symptômes de cette allergie alimentaire se produisent, ceux-ci peuvent être rapides ou d'apparition progressive. Le premier peut inclure l'anaphylaxie, une condition potentiellement mortelle qui nécessite un traitement. Le dernier peut prendre des heures ou des jours à apparaître, avec des symptômes comme la dermatite atopique, l'inflammation de l'œsophage, l'entéropathie touchant l'intestin grêle et la proctocolite (en) touchant le rectum et le côlon.